# Israel Sieff
Pour les articles homonymes, voir Sieff.
Israel Moses Sieff (4 mai 1889 – 14 février 1972), baron Sieff, est un homme d'affaires et pair britannique à vie avec le rang de baron. Il est le frère de Joseph Sieff, ayant travaillé également pour Marks & Spencer. Il est le père de Marcus Sieff.

## Biographie
Sieff est le PDG de Marks & Spencer de 1964 à 1967. En 1966, il est créé pair à vie en tant que baron Sieff.
Il est président du cercle de réflexion et d'influence Political and Economic Planning depuis sa fondation en 1931.